# Club Alcobendas Rugby
El Club Deportivo Básico Alcobendas Rugby, conocido por motivos de patrocinio como Silicius Alcobendas Rugby es un equipo de rugby de la Comunidad de Madrid con sede en Alcobendas que actualmente milita en la División de Honor española. Fue fundado en 2003, como sucesor del desaparecido Moraleja Alcobendas Rugby Unión (MARU), que a su vez era continuador de otros clubes históricos. La Federación Española de Rugby reconoce al club actual como heredero del extinto MARU a efectos de historial y palmarés.
Desde su refundación en 2003 cuenta con el apoyo de la Fundación de Deporte de Alcobendas (conocida como FUNDAL), la Concejalía de Deportes y el Ayuntamiento de Alcobendas. Cuenta con todas las categorías incluyendo escuela de rugby propia, que cuenta con más de cuatrocientos chicos inscritos. Poseyó sección femenina entre los años 1990-97, 2009-11 y 2019-21, cuando volvió a disolverse.
El Alcobendas juega sus partidos oficiales en el Campo de las Terrazas situado en la calle Nardo en la conexión entre La Moraleja y el Arroyo de la Vega.

## Historia

### Precursores: Teca y CEU
El Alcobendas Rugby actual es fruto de la unión de varios equipos a lo largo de la historia. El referente más antiguo es el Teca Rugby Club, un conjunto fundado en Madrid en 1972 con la unión de dos equipos universitarios: la Escuela de Ingenieros de Telecomunicaciones y la de Ingenieros de Caminos. El Teca (cuyo nombre es un acrónimo de los fundadores, Telecomunicaciones y Caminos) fue dos veces campeón de España de la Copa FER, en 1980 y 1983. En las temporadas 1978-79 y 1980-81 participó en Primera División de la Liga Nacional (actual División de Honor), encuadrado en el grupo centro. En 1981 el Teca RC trasladó su sede a Alcobendas.
Por otro lado, desde 1979 existía el Club España Urogallo, más conocido como CEU, que había sido fundado a partir del equipo universitario de la Fundación CEU (del que heredó las siglas). En mayo de 1990 Teca y CEU se fusionaron, dando origen al Alcobendas Rugby Club.

### El primer Alcobendas Rugby
La temporada 1993-94 el Alcobendas RC logró ascender a la máxima categoría, la División de Honor, pero solo permaneció un año. En 1996 la Federación Española de Rugby le concedió la Placa de Bronce por los 25 años de actividad deportiva. 
Paralelamente, en 1990 se había fundado en el barrio de La Moraleja de Alcobendas otro equipo de rugby, el Club Deportivo Acantos, renombrado en 1993 como Club de Rugby La Moraleja - El Soto. El club creó una escuela de rugby, dirigida por exinternacional Manuel Moriche. Tras varios ascensos, en 1994 alcanzó la Primera Nacional, por entonces segundo escalafón de la liga española. En 1996 y 1997 fue subcampeón de la Copa FER.
De este modo, a finales de los años 1990 los dos clubes de la ciudad de Alcobendas llegaron a coincidir en la categoría de plata de la liga española, rivalizando por ascender a la División de Honor. Finalmente, el Alcobendas RC y el CR La Moraleja acordaron unir sus fuerzas y el 17 de julio de 2003 se fusionaron, dando origen al Moraleja Alcobendas Rugby Unión, popularmente conocido por sus siglas, MARU.  El nuevo club inició su andadura la temporada 1999-2000 en la División de Honor B (categoría en la que militaban los dos equipos fusionados), logrando el ascenso por la vía rápida, al proclamarse campeón de liga.

### Moraleja Alcobendas Rugby Unión
Bajo esta denominación comienza la época más dorada del club, bastante corta por otra parte. Con el ascenso a División de Honor en 1999 el equipo adquiere un gran desarrollo consiguiendo incluso semiprofesionalizarse y alcanzando el 4º puesto en la clasificación en su primer año. Para la temporada 2000/2001, el conjunto madrileño, dirigido por el ex seleccionador nacional Bryce Bevin, se reforzó para esa temporada con una amplia lista de jugadores entre los que destacaban cuatro jugadores de la U.E. Santboiana: los hermanos Oriol, Daniel y Roger Ripol, además del segunda línea internacional Steve Tuineau. De Nueva Zelanda llegó Simon Brooke (hermano de los All Blacks Zinzan y Robin Brooke), el medio melé Dan Wong y el apertura Joe Maglison. De Francia, el flánker François Dulac. De España, también llegaron otros jugadores procedentes de clubes españoles como Yannick Pichardie y Pablo Gutiérrez, del Arquitectura Dragados, y Víctor Aranda, del Valencia Tecnidex.
Ya en la temporada 2001-2002 el club consigue la profesionalización total formando uno de los bloques más fuertes que se recuerdan en el rugby español con jugadores como Martin Kafka, Steve Tuineau, Benjamin Sa, los hermanos Souto etc. y con el seleccionador Santiago Santos en el banquillo. Con tal plantel combinado con un gran juego colectivo, el equipo se alza con el Título de campeón de División de Honor, aparte de un tercer puesto en la Copa del Rey de Rugby.

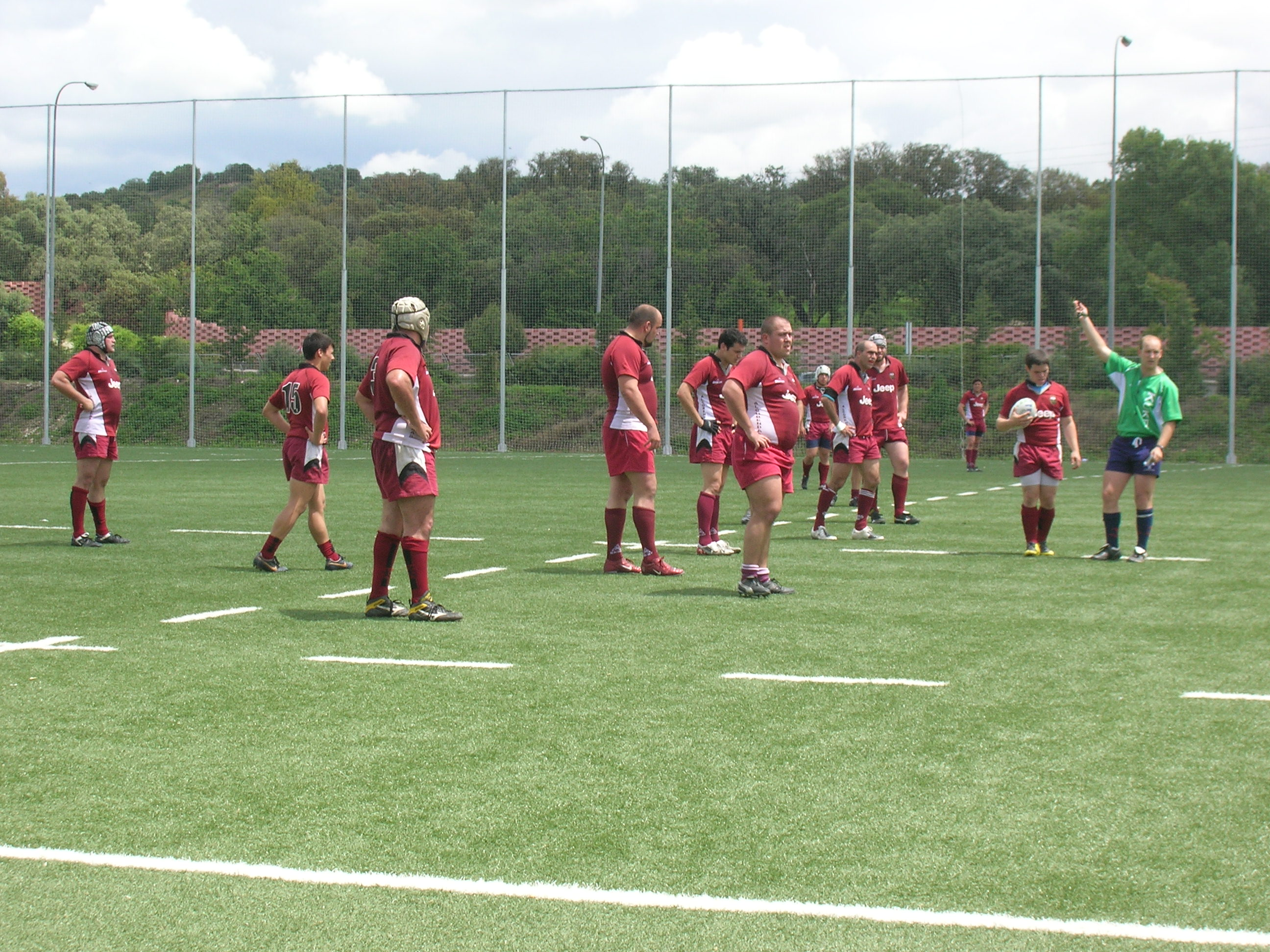
Jeep Alcobendas Rugby. Final de Copa de Madrid 2008

 Además de ello el club consigue clasificarse para la Copa de Europa de Clubes.
| Temporada 2001/2002    | Jug. | G  | E | P  | +/-     | Ptos | Pos. |
| ---------------------- | ---- | -- | - | -- | ------- | ---- | ---- |
| Moraleja Alcobendas    | 18   | 16 | 0 | 2  | 942-165 | 32   | 1    |
| Dulciora El Salvador   | 18   | 14 | 0 | 4  | 431-373 | 28   | 2    |
| Madrid 2012            | 18   | 12 | 0 | 6  | 611-274 | 24   | 3    |
| U.E Santboiana         | 18   | 11 | 1 | 6  | 450-347 | 23   | 4    |
| VRAC                   | 18   | 10 | 0 | 8  | 384-303 | 20   | 5    |
| Universidad de Sevilla | 18   | 7  | 1 | 10 | 380-463 | 15   | 6    |
| CAU Valencia           | 18   | 6  | 0 | 12 | 289-638 | 12   | 7    |
| Complutense Cisneros   | 18   | 5  | 0 | 13 | 306-679 | 10   | 8    |
| Monte Ciencias         | 18   | 4  | 0 | 14 | 318-551 | 8    | 9    |
| Getxo Artea R.T        | 18   | 4  | 0 | 14 | 240-558 | 8    | 10   |

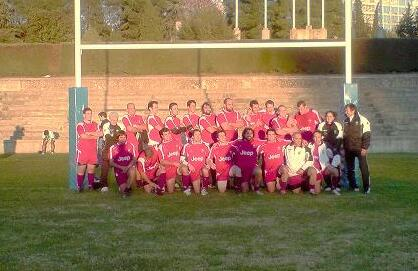
Mercedes Benz Alcobendas Rugby Temporada 2008/09

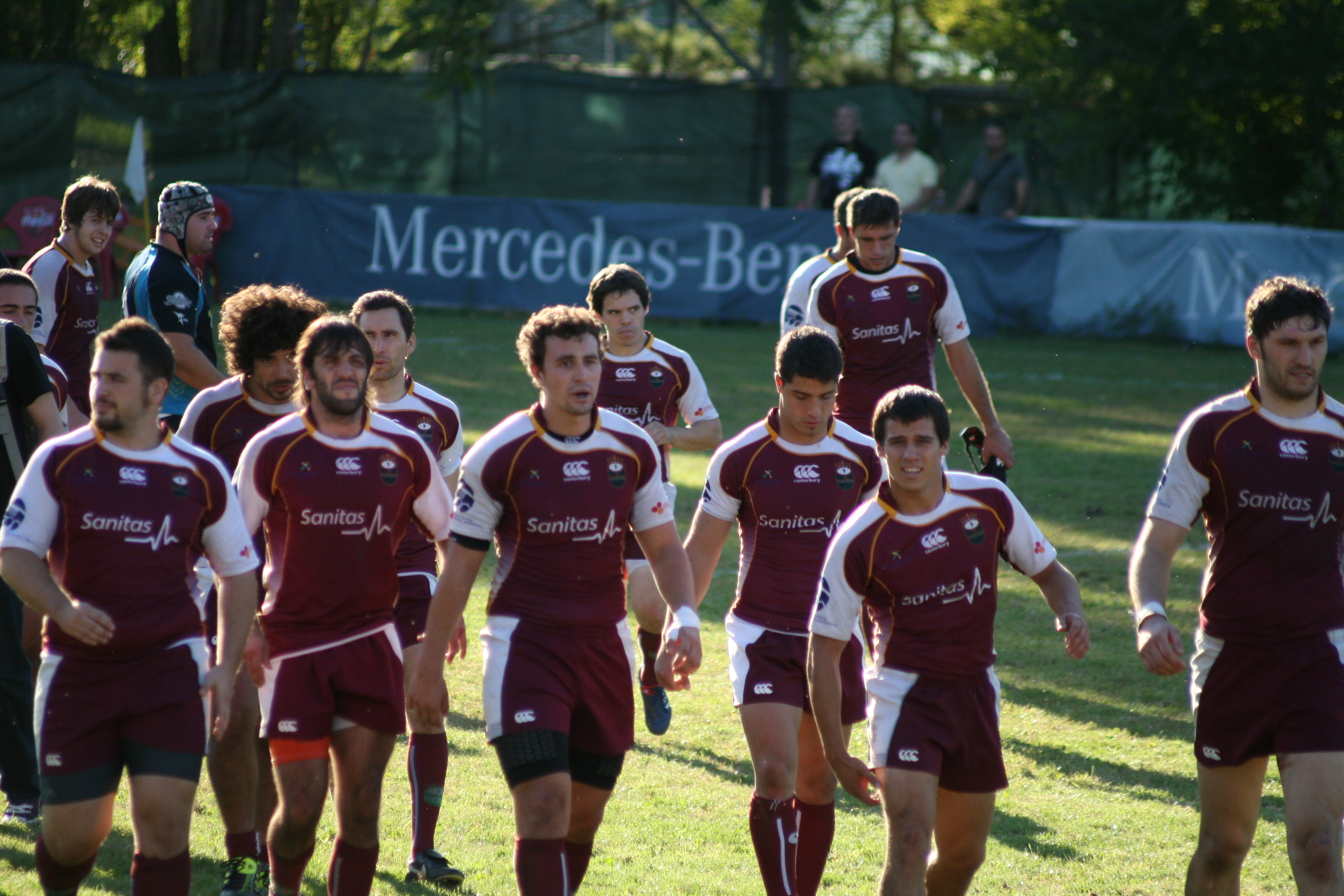
Sanitas Alcobendas Rugby Temporada 2011/2012

Al año siguiente, cuando parecía que el club seguiría en su estupenda línea, comienza una campaña marcada por los problemas económicos que llevan incluso a provocar el riesgo de huelga dentro de la plantilla y el cuerpo técnico. Pese a ello el MARU conquista el subcampeonato de Liga, el subcampeonato de la Copa del Rey perdiendo de un solo punto ante el UCM Madrid 2M12 (Resultado 11-10), la Supercopa de España al derrotar al Madrid 2M12 por 25-15, y el subcampeonato de la Copa Ibérica tras perder contra el G.D Direito portugués (24-18).
La hazaña más importante llevada a cabo por el equipo se produjo en la Copa Europea de Clubes el 7 de diciembre de 2002 donde se convirtió en el primer equipo español de la historia en conseguir una victoria en esta competición tras ganar frente al Overmatch Parma Italiano por 26-19 en el Polideportivo José Caballero de Alcobendas. La alineación del MARU fue la siguiente: Benjamin Sa, Carlos Jiménez, José Ignacio Zapatero; Sergio Souto, Andrew Ebbett; José María del Castillo, Carlos Souto, Steve Tuneau (capitán); Jerónimo Hdez.- Gil, Martin Kafka; Pedro Leguey, Alberto Socías, Fernando Díez, Toni Socías; Vladislaf Storchak. Suplentes: Jonadab Diez, Javier Aguiar, Jaime Gutiérrez, Françoise Dulac, Jorge de Urquiza, Jaime Nava, Rafael Lazaro y Ramiro García Salazar.
Igualmente el MARU siguió demostrando su gran nivel de juego en la European Challenge Cup en partidos como el jugado contra el Bordeaux-Begles francés perdiendo por la mínima, 31-37 en Alcobendas y 33-15 en Burdeos, y en el partido de vuelta contra el Overmarch Parma por 26-13.

### Nacimiento del Club Alcobendas Rugby
En el verano de 2003, ante la difícil situación económica (incluida la huelga de la plantilla y el equipo técnico) arrastrada durante toda la temporada, el club desaparece por completo y un grupo de aficionados fundan el actual Club Alcobendas Rugby. Entonces, el MARU cede sus derechos de competición al nuevo club de manera que el equipo consigue mantener la categoría y continuar en División de Honor.
Durante los dos años siguientes el Alcobendas mantuvo la categoría de División de Honor, con más o menos apuros, excepto en la temporada 2005-2006, en donde una campaña irregular supuso el descenso del equipo a División de Honor B por un solo punto de diferencia con el C.R Liceo Francés. 
Sin embargo, poco tiempo tardó el club en volver a la máxima categoría cuando al año siguiente quedó primero del grupo 2 de División de Honor B tras ganar todos los partidos de la liga y liguilla de ascenso por resultados bastante abultados. En la temporada 2007/08 el equipo volvió a descender a División de Honor B después de una gris temporada caracterizada, sobre todo, por la debilidad en los partidos fuera de casa (Una victoria de nueve posibles) y tras perder en la última jornada de liga ante el AMPO Ordizia en su campo por 28-20 en un partido a cara o cruz y quedar finalmente noveno a dos puntos de la salvación matemática.
Fue por ello que el verano de 2008 resultó ser un momento de fuertes cambios para la plantilla, marcado por la marcha de algunos de los pesos pesados del equipo como el caso de Jaime Nava, uno de los fichajes estrella del Salvador para la temporada 2008/09 y la progresiva retirada de jugadores por motivos de trabajo como Mariano Berges, jugador del club y capitán del equipo desde que se iniciaron los problemas en el MARU junto con José Ignacio Inchausti que se retiró después de muchos años en el club para pasar a formar parte de la directiva del club y ser nombrado seleccionador nacional en la categoría de rugby 7. En diciembre de 2008 ponía también punto final a su carrera deportiva en España frente al CAU Valencia, el segunda neozelandés Andrew Ebbett tras más de diez años en el club del que ha sido un auténtico referente.
En la temporada 2008/09, Alcobendas terminó en segunda posición del grupo 2 de la División de Honor B, tan solo superado por el C.R Atlético Portuense, después de encadenar once victorias consecutivas tras un dubitativo comienzo de temporada donde se notó en exceso el relevo generacional y la adaptación de los nuevos fichajes. Sin embargo, pese a esa racha, finalmente no se consiguió el ansiado ascenso a División de Honor tras perder la eliminatoria clave a doble partido que le enfrentaba al poderoso Gernika R.T con un empate a 20 en la ida en el Campo de Las Terrazas y una derrota 18-13 en Urbieta, campo del Gernika. 
El 26 de abril de 2009 arrancaba la primera edición de la Liga Superibérica de rugby en la que Alcobendas forma parte de la franquicia madrileña Los Gatos, junto con el CRC Madrid, el C.R Cisneros y el C.R Liceo Francés. Para ello aporta la presencia de varios de sus jugadores como integrantes de la plantilla, a José Ignacio "Tiki" Inchausti como entrenador junto a Regis Sonnes y el Campo de Las Terrazas como subsede de la franquicia madrileña.
En la temporada 2009/10 cambió la dinámica del club con cinco victorias en las primeras seis jornadas de liga. El sorprendente, y luego no tanto, CAU Valencia se convirtió en el rival por la primera posición del Grupo B, el cual incluso consiguió vencer en los dos duelos directos: 26-7 en Valencia y 28-30 en Madrid. Para esta temporada, el club se reforzó con Pablo Pereyra en el puesto de apertura, los segundas rumanos Liviu Borcea y Silviu Pingica, ambos procedentes del Jaén R.C y el refuerzo de Jaime Nava que regresó en diciembre de Inglaterra tras una breve experiencia en el Plymouth RFC. Tras acabar en primera posición la fase regular, el equipo se clasificó para el playoff de ascenso con el F.C Barcelona como rival a batir. La ida se disputó en Barcelona, en el campo de la Teixonera en donde los blaugrana consiguieron imponerse por una pequeña diferencia (16-12) pese a haber ido perdiendo al descanso. En la vuelta, disputada en Las Terrazas de Alcobendas, el equipo remontó sobradamente la eliminatoria en un campo lleno hasta la bandera. Resultado final de 21-8, 33-24 en el global de la eliminatoria por lo que Alcobendas volvió a la élite del rugby nacional después de dos años.
La temporada 2010-2011 no fue nada sencilla para el equipo que sufrió para mantener la categoría. Para ese año se contrataron los servicios de jugadores como Bruno Villalba o Bartolo Durand, procedentes de Les Abelles, Alex Mcintyre de Nueva Zelanda o Sergio de la Fuente, internacional por Chile. Alcobendas tardó cinco jornadas en estrenar su casillero de victorias. Lo consiguió frente a la UE Santboiana por 32-9, pero una gran segunda vuelta con cuatro victorias en seis partidos, incluida una épica conseguida frente a la UE Santboiana de nuevo, pero esta vez en el Baldiri Aleu por 25-26, permitió llegar al equipo con opciones reales de permanencia, algo que no consiguió hasta la última jornada con la victoria a domicilio frente al CAU Valencia y favoreciéndose directamente de la derrota del Pégamo Bera Bera frente al VRAC.
La temporada 2011-2012 supuso el descenso del equipo a División de Honor B, tras un complicado año en el que sólo fue capaz de ganar dos de los dieciocho partidos de Liga. Tras perder el duelo decisivo frente a su rival directo, el IVECO Universidade Vigo en la jornada 15, el equipo se vio abocado a jugar la promoción de descenso contra Hernani CRE. En el partido de ida jugado en Landare Toki, el equipo local consiguió una victoria por la mínima, 19-18 debiendo decidirse todo en el partido de vuelta en Las Terrazas. Dicho partido se disputó el 29 de abril de 2012 bajo un intenso aguacero. Alcobendas no pudo levantar la eliminatoria y perdió por la mínima, 6-8, descendiendo de categoría.

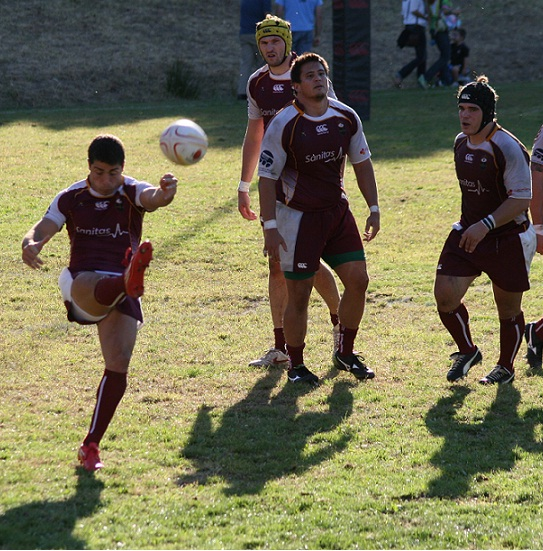
Fausto, Sebastian Hattori y Juan Anaya, jugadores fichados en 2011.

2013 debía ser el año para volver a la máxima categoría del rugby español. Con un equipo lleno de juventud, con varios juveniles asentándose en el primer equipo, y bajo la dirección de Carlos Bravo, sustituto de Jesús Delgado que puso rumbo al personal técnico de la Selección nacional, Alcobendas finalizó la fase regular primero de su grupo e invicto cruzándose en el play off con el segundo clasificado del grupo norte, el Club de Rugby Sant Cugat. En ambos partidos se impuso el equipo madrileño: 20-24 y 24-17. En la final esperaba el Bathco Independiente de Santander. En la ida jugada en Las Terrazas, los santanderinos impusieron su mayor físico y se llevaron el partido por 8-13 dejando la eliminatoria muy abierta. Sin embargo, aunque Alcobendas puso todo de su parte en el partido de desenlace jugado en El Sardinero, la victoria por 12-13 no le servía para ascender y debía jugárselo todo contra Hernani R.E en la promoción. No obstante aquí no hubo historia y en la ida el equipo fue ampliamente superado, 11-31. Alcobendas pudo al menos cerrar la temporada oficial con un gran partido en Landare Toki en donde ganó 5-14 bajo un intenso aguacero.

#### Retorno a División de Honor
En el verano de 2014 se produjo un salto cualitativo en el Club. Tiki Inchausti retomó la dirección deportiva del primer equipo y con él llegaron grandes refuerzos a la plantilla como Glen Rolls, Adam Newton, Fede Villegas o Perico Martín. Los efectos se hicieron notar muy rápido y Alcobendas cerró la fase regular de forma inmaculada con 22 victorias en 22 partidos y unos resultados muy amplios frente a la mayoría de sus rivales. Sólo Zarautz en la fase de ascenso consiguió derrotar al equipo, en un partido en el que los madrileños, ya clasificados para la final, no se jugaban nada. El 24 de mayo de 2015, Alcobendas lograba en Tudela el triunfo frente a Sant Cugat por 18-13 y el ansiado ascenso a División de Honor.

## Estadio

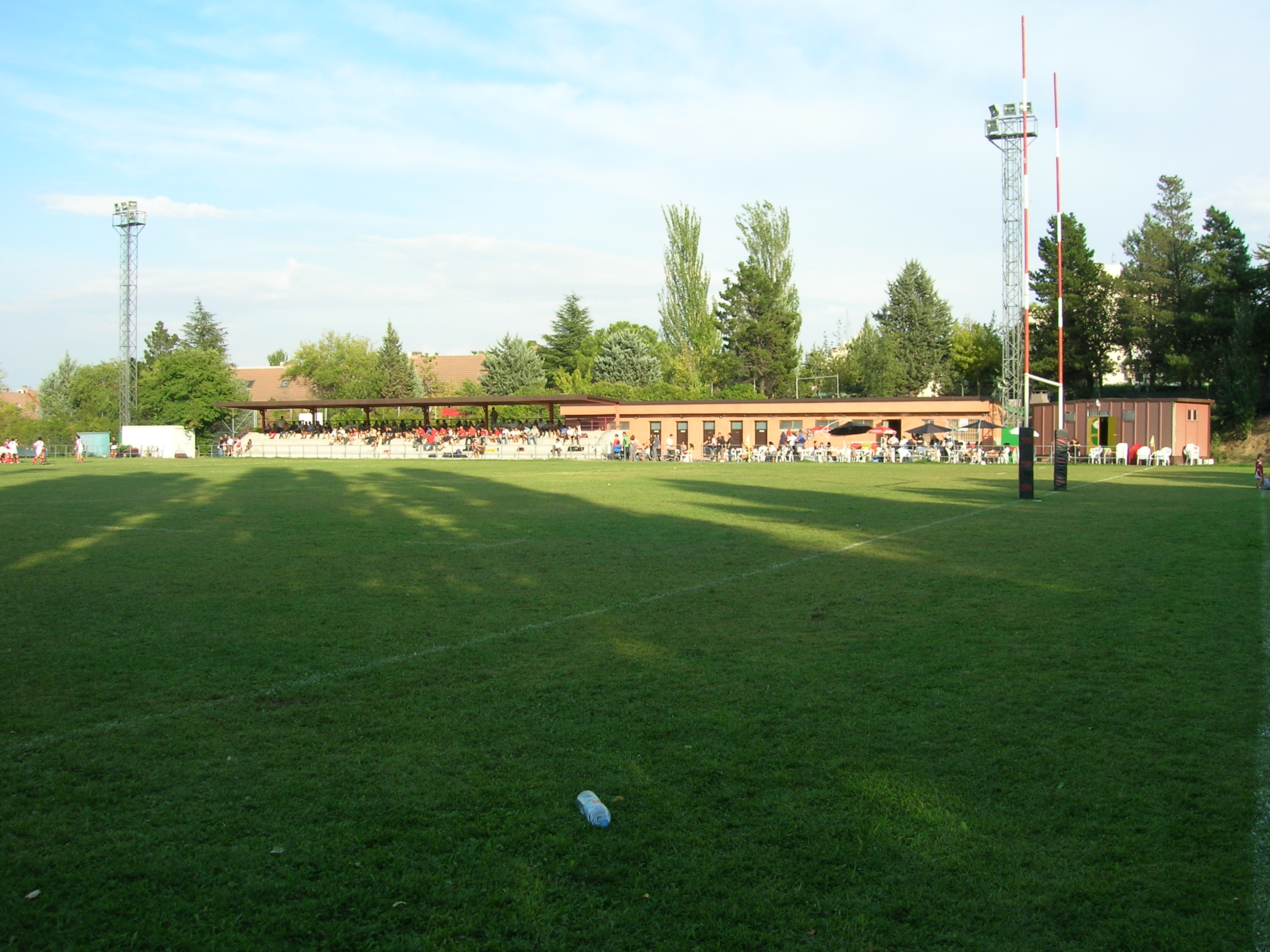
Las Terrazas

Alcobendas, desde su fundación en 2003, juega sus partidos oficiales en el Campo de Las Terrazas, situado en la Calle Nardo en la conexión de La Moraleja con el Arroyo de la Vega, detrás del Centro Comercial Diversia, a pocos metros del Centro Cívico Anabel Segura. En el año 2018, sufrió una serie de remodelaciones importantes con la instalación de césped artificial (lo que amplió notablemente el largo y ancho del terreno de juego para adaptarlos a las medidas oficiales internacionales), así como la construcción de una nueva zona perimetral, banquillos nuevos y nuevas torres de iluminación.

### Polideportivo José Caballero
En ciertas ocasiones, dependiendo del estado del césped de las Terrazas o del partido, el Alcobendas ha jugado en el campo de rugby del Polideportivo José Caballero situado en Alcobendas, en la salida 17 de la Nacional I. Dicho terreno de juego fue inaugurado por los All Blacks Maori en 1990 en un partido frente a la Selección Española.
En la actualidad, el polideportivo es utilizado por el tercer equipo y por las categorías inferiores del Club.

## Palmarés
Como Teca Rugby Club:
- Campeón de la Copa FER: 1980 y 1983.

Como Moraleja Alcobendas Rugby Unión:
- Campeón de la División de Honor de Rugby: 2001-2002.
- Subcampeón de la Supercopa de España de Rugby: 2002.
- Subcampeón de la Copa del Rey de Rugby: 2003.

Como Club Alcobendas Rugby:
- Campeón de la Copa del Rey de Rugby: 2019, 2020, 2021.
- Campeón de División de Honor B: 2006/07, 2009/10 y 2014/2015.
- Campeón de la Copa de Madrid: 2008 y 2010.
- Campeón de España de Rugby 7: 2016.

## Rugby a siete

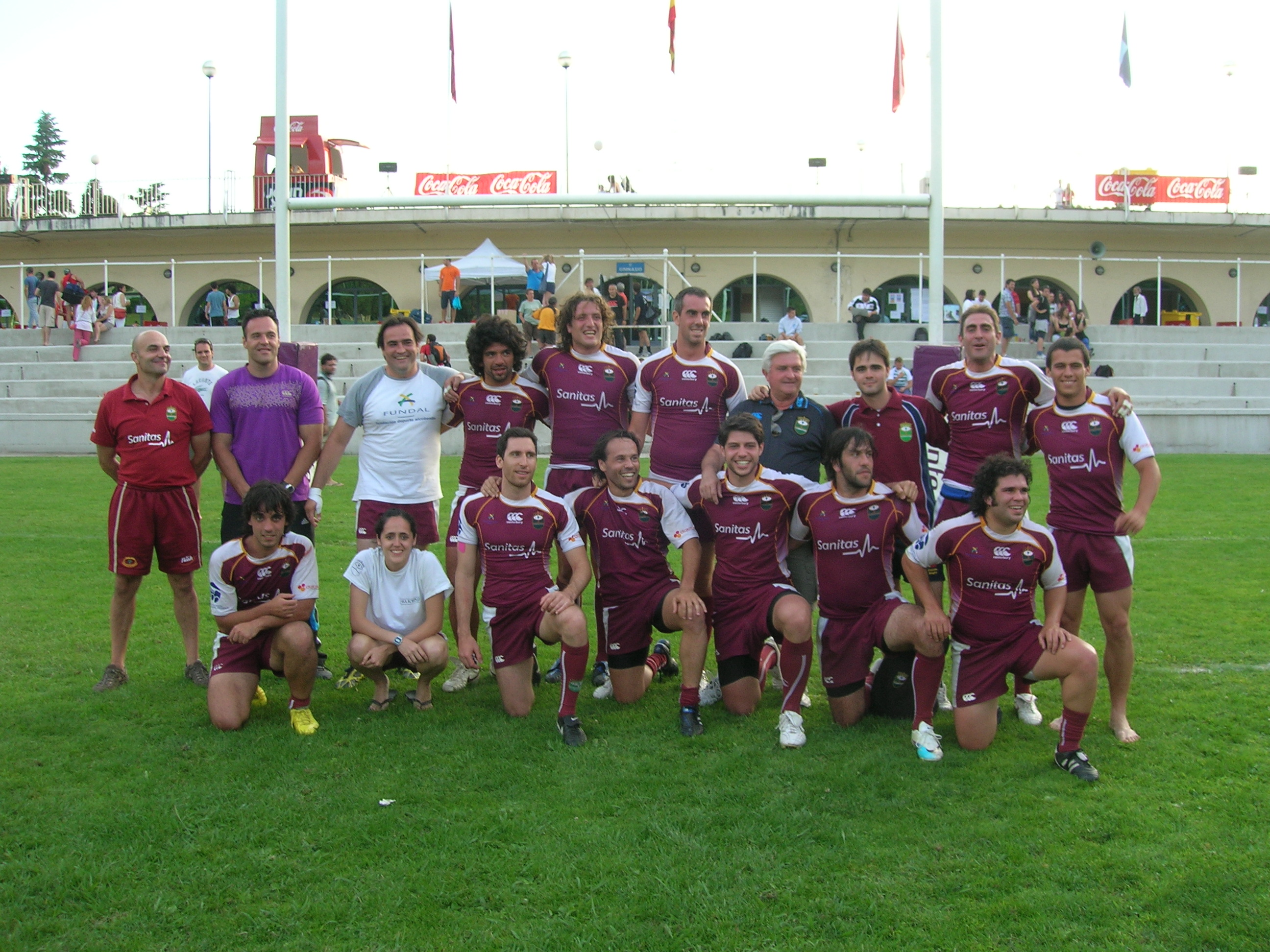
Equipo campeón de la Segunda Serie Nacional de Rugby a siete, 2011

Alcobendas rugby participa con frecuencia en torneos de rugby en su modalidad de siete jugadores. En concreto, el equipo ha participado en las dos primeras ediciones de las Series Nacionales de Rugby a Siete. En el año 2010, consiguió alzarse con la Copa de Oro en la primera serie y terminó noveno en la serie final disputada en el Estadio Nacional Complutense.
En el año 2011, mejoró considerablemente la participación del equipo en las Series Nacionales alzándose con la Copa Oro en las dos primeras series clasificatorias. Sin embargo, no pudo mejorar demasiado su clasificación en la serie final al terminar séptimo tras ganar su partido por el tercer y cuarto puesto de la Copa Plata frente a Les Abelles por 19-7.
El 4 de junio de 2016, Alcobendas Rugby se proclamó Campeón de España de Rugby 7 tras vencer en la final celebrada en Madrid al C.R La Vila por un marcador de 52-24. Alcobendas dominó el torneo de principio a fin ganando todos sus partidos y habiendo encajado un solo ensayo antes de la final.
Por otra parte, aunque de forma extraoficial al club, muchos de sus jugadores, tanto del primer como del segundo equipo, participan asiduamente en torneos de rugby a siete y rugby playa en los equipos "Wiss the mama" y "Stoned Island" consiguiendo generalmente buenos resultados.

## Histórico temporadas
- 2003/2004 - 7º puesto en División de Honor.
- 2004/2005 - 8.º puesto en División de Honor.
- 2005/2006 - 9º puesto en División de Honor. (Descenso)
- 2006/2007 - 1º puesto en División de Honor B. (Ascenso)
- 2007/2008 - 9º puesto en División de Honor. (Descenso)
- 2008/2009 - 3-4º puesto en División de Honor B.
- 2009/2010 - 1-2º puesto en División de Honor B. (Ascenso)
- 2010/2011 - 8.º puesto en División de Honor.
- 2011/2012 - 10º puesto en División de Honor. (Descenso)
- 2012/2013 - 2º puesto en División de Honor B.
- 2013/2014 - 1º puesto en División de Honor B.
- 2014/2015 - 1º puesto en División de Honor B. (Ascenso)
- 2015/2016 - 6º puesto en División de Honor.
- 2016/2017 - 3º puesto en División de Honor.
- 2017/2018 - 3º puesto en División de Honor.
- 2018/2019 - 3º puesto en División de Honor.
- 2019/2020 - 3º puesto en División de Honor.
- 2020/2021 - 2º puesto en División de Honor. (Finalista)

Posiciones del club en competiciones nacionales desde su fundación
| Categoría   | 19 | 18 | 17 | 16 | 15 | 14 | 13 | 12 | 11 | 10 | 09 | 08 | 07 | 06 | 05 | 04 | 03 | 02 | 01 | 00 | 99 | 98 | 97 | 96 | 95 | 94 | 93 | 92 | 91 | 90 | 89 | 88 | 87 | 86 | 85 | 84 | 83 | 82 | 81 | 80 | 79 | 78 | 77 | 76 | 75 | 74 | 73 |
| ----------- | -- | -- | -- | -- | -- | -- | -- | -- | -- | -- | -- | -- | -- | -- | -- | -- | -- | -- | -- | -- | -- | -- | -- | -- | -- | -- | -- | -- | -- | -- | -- | -- | -- | -- | -- | -- | -- | -- | -- | -- | -- | -- | -- | -- | -- | -- | -- |
| Div.Honor   | 3  | 3  | 3  | 6  |    |    |    | 10 | 8  |    |    | 9  |    | 9  | 8  | 7  | 2  | 1  | 5  |    |    |    |    |    | 12 |    |    |    |    |    |    |    |    |    |    |    |    |    | x  |    | x  |    |    |    |    |    |    |
| Div.Honor B |    |    |    |    | 1  | 1  | 2  |    |    | 1  | 2  |    | 1  |    |    |    |    |    |    | 1  |    |    |    |    |    |    |    |    |    |    |    |    |    |    |    |    |    |    |    |    |    |    |    |    |    |    |    |
| 1ªNacional  |    |    |    |    |    |    |    |    |    |    |    |    |    |    |    |    |    |    |    |    | 1  | 4  | 5  | 3  |    | 2  | 4  | 4  | 3  |    | 9  |    |    |    | 7  | 3  |    | 2  |    | 2  |    | 2  | 3  |    |    |    |    |
|             |    |    |    |    |    |    |    |    |    |    |    |    |    |    |    |    |    |    |    |    |    |    |    |    |    |    |    |    |    |    |    |    |    |    |    |    |    |    |    |    |    |    |    |    |    |    |    |
| Copa        | 1  |    |    |    |    |    |    |    |    |    |    |    |    |    |    |    | 2  |    |    |    |    |    |    |    |    |    |    |    |    |    |    |    |    |    |    |    |    |    |    |    |    |    |    |    |    |    |    |

La Primera Nacional existe desde la temporada 1972-1973. La División de Honor B existe desde la temporada 1998-99. Antes de crearse la División de Honor B, la Primera Nacional era la 2ª División del rugby español.

## Estadísticas
- Temporadas en División de Honor: 12 (Incluida la temporada 2020/2021) 
  - Victorias: 96 (Dos de ellas en Play Off)
  - Empates: 5
  - Derrotas: 102 (Cuatro de ellas en Play Off)
  - Mejor posición en liga: 2º (Temporada 20/21)
  - Peor posición en liga: 10º (11/12)
  - Mayor victoria en liga: Sanitas Alcobendas 82-0 Cajasol Ciencias (Temporada 16/17)
  - Peor derrota en liga: U.E Santboiana 78-7 Sanitas Alcobendas (Temporada 17/18)

- Temporadas en División de Honor B: 6 
  - Victorias: 100 (trece de ellas en play off de ascenso)
  - Empates: 2 (uno en play off de ascenso)
  - Derrotas: 13 (ocho de ellas en play off de ascenso)
  - Mejor posición en liga: 1º (Temporada 06/07, 2009/10, 14/15)
  - Peor posición en liga: 2º (Temporada 2008/09)
  - Mayor victoria en liga: Sanitas Alcobendas 109-14 Tasman Boadilla (Temporada 2014/15)
  - Peor derrota en liga: CAU Valencia 26-7 MBE Alcobendas (Temporada 2009/10)

Actualizado a 18/08/2019. Se contabilizan los datos del Club Alcobendas Rugby actual, fundado en 2003.

## Jugadores históricos

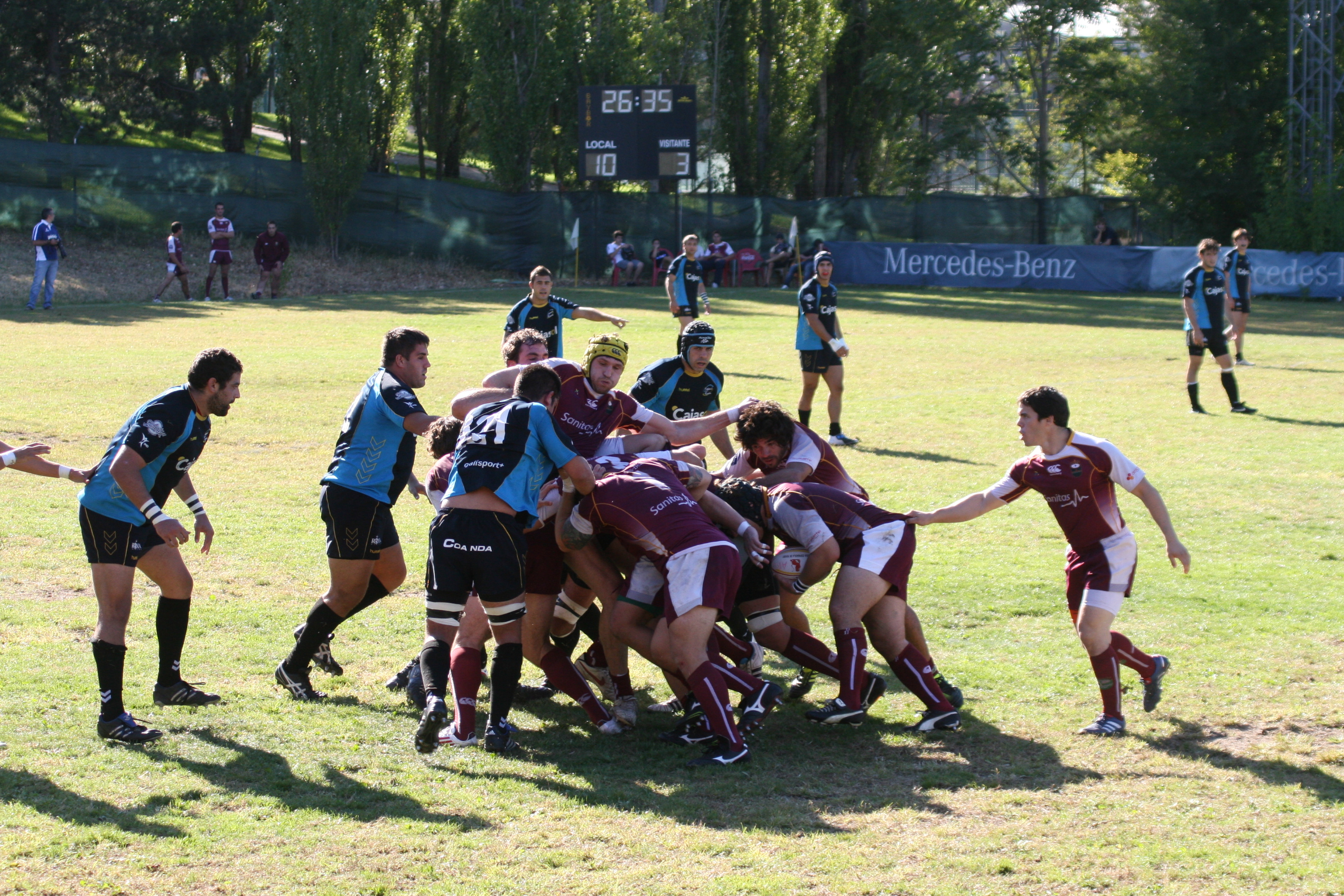
Maul durante partido de División de Honor entre Sanitas Alcobendas Rugby y Cajasol Ciencias. 2011

- Oriol Ripol Fortuny
- Martin Kafka
- Jaime Nava
- Andrew Ebbet
- Yonadab Diez
- José Ignacio Inchausti "Tiki"
- Jaime Gutiérrez "Chupao"
- Simon Brooke
- Steve Tuineau
- Mariano Berges